# Likuba
Likuba (auch Kuba) ist eine Bantusprache und wird von circa 30.200 Menschen in der Republik Kongo gesprochen. Sie ist im Departement Cuvette im Mündungsgebiet des Flusses Sangha in den Kongo verbreitet.

## Klassifikation
Likuba bildet mit den Sprachen Akwa, Koyo, Likwala, Mboko und Mbosi die Mbosi-Gruppe. Nach der Einteilung von Malcolm Guthrie gehört Likuba zur Guthrie-Zone C30.
Die Sprecher von Likuba können sich mit den Sprechern von Likwala verständigen.